# Tachi (futbolista)
Alberto Rodríguez Baró (Fuenlabrada, 10 de septiembre de 1997), más conocido como Tachi, es un  futbolista español que juega de defensa en el Real Zaragoza de la Segunda División de España.

## Trayectoria
Formado en el fútbol base del Getafe C. F., en 2013 se incorporó a las categorías inferiores del Club Atlético de Madrid. Durante la temporada 2018-19 fue el capitán del filial y también participó con el equipo juvenil en la Liga Juvenil de la UEFA. Esa campaña disputó 35 partidos en los que anotó 3 goles.
En julio de 2019 finalizó su contrato con la entidad colchonera y se comprometió por cuatro temporadas con el Deportivo Alavés. El 18 de agosto hizo su debut en Primera División en una victoria ante el Levante U. D. por un gol a cero.
Después de dos años y medio en el conjunto vitoriano, este lo cedió en enero de 2022 al C. F. Fuenlabrada, equipo de su ciudad natal. No pudo ayudar al equipo a permanecer en Segunda División y regresó a Vitoria antes de rescindir su contrato el 31 de agosto.
En 2023 decidió probar fortuna fuera de territorio español y el 20 de enero se oficializó su fichaje por el Wisła Cracovia hasta junio de 2024. Sin embargo, a inicios de agosto llegó a un acuerdo para su desvinculación y volvió a España tras unirse al C. D. Mirandés por una temporada. Continuó una segunda y en ella llegaron a disputar la final de la promoción de ascenso a Primera División.
El 9 de julio de 2025, tras haber quedado libre, firmó por el Real Zaragoza hasta 2027.